# Gerry Conway (musicista)
Gerry Conway (King's Lynn, 11 settembre 1947 – King's Lynn, 29 marzo 2024) è stato un batterista britannico.

## Biografia
Divenne noto soprattutto per essere stato membro dei Jethro Tull durante gli anni ottanta. In precedenza fece parte di altre band quali i Fotheringay o gli Eclection. Inoltre registrò Dark-Eyed Sailor con gli Steeleye Span, suoi amici.
Conway lavorò anche negli album d'esordio di cantanti quali Sandy Denny e Shelagh McDonald. Inoltre fece parte per anni della band di Cat Stevens.
Nel 1978 suonò nell'album Una donna per amico di Lucio Battisti.
Dal 1999 fu componente stabile dei Fairport Convention e membro occasionale dei Pentangle.
Morì il 29 marzo 2024 all'età di 76 anni per complicazioni della SLA.